# Maryja Žodzik
Maria Żodzik (in bielorusso Марыя Жодзік?; 19 gennaio 1997) è un'altista bielorussa con cittadinanza polacca dal 2024.

## Biografia
Nel 2013 prende parte alle Gymnasiadi di Brasilia, classificandosi quarta nel salto in alto. Tre anni dopo partecipa ai campionati mondiali under 20 di Bydgoszcz 2016, senza però riuscire a superare i gruppi di qualificazione per la finale, così come ai campionati europei indoor di Belgrado 2017. Sempre nel 2017 si classifica quinta ai campionati europei under 23 di Bydgoszcz.
Nel 2019 partecipa ai campionati europei under 23 di Gävle, dove non riesce ad approdare alla finale.
In seguito alla guerra tra Russia e Ucraina scoppiata nel 2022, decide di trasferirsi in Polonia, luogo di nascita dei nonni. Qui a marzo 2024 il Presidente della Repubblica Andrzej Duda le conferisce la cittadinanza polacca e nel giugno dello stesso anno conquista il suo primo titolo di campionessa polacca del salto in alto (in Bielorussia era stata tre volte campionessa nazionale indoor e una volta campionessa nazionale all'aperto).

## Progressione

### Salto in alto
| Stagione | Misura    | Luogo     | Data       | Rank. Mond. |
| -------- | --------- | --------- | ---------- | ----------- |
| 2024     | 1,97 m(i) | Toruń     | 18-2-2024  |             |
| 2023     | 1,94 m    | Poznań    | 20-5-2023  | 21ª         |
| 2022     | 1,89 m(i) | Gomel     | 11-2-2022  | 62ª         |
| 2021     | 1,96 m    | Minsk     | 25-6-2021  | 10ª         |
| 2020     | 1,87 m    | Minsk     | 14-8-2020  | 63ª         |
| 2019     | 1,86 m(i) | Mahilëŭ   | 29-1-2019  | 89ª         |
| 2018     | 1,84 m(i) | Hustopeče | 17-1-2018  | 130ª        |
| 2018     | 1,84 m(i) | Minsk     | 22-12-2018 | 130ª        |
| 2017     | 1,89 m(i) | Mahilëŭ   | 18-2-2017  | 58ª         |
| 2016     | 1,83 m(i) | Mahilëŭ   | 4-2-2016   | 162ª        |
| 2015     | 1,75 m(i) | Minsk     | 19-12-2015 | 581ª        |
| 2013     | 1,77 m    | Brasilia  | 30-11-2013 | 426ª        |

## Palmarès
| Anno                                | Manifestazione    | Sede      | Evento        | Risultato | Prestazione | Note |
| ----------------------------------- | ----------------- | --------- | ------------- | --------- | ----------- | ---- |
| In rappresentanza della Bielorussia |                   |           |               |           |             |      |
| 2013                                | Gymnasiadi        | Brasilia  | Salto in alto | 4ª        | 1,77 m      |      |
| 2016                                | Mondiali under 20 | Bydgoszcz | Salto in alto | 15ª (q)   | 1,77 m      |      |
| 2017                                | Europei indoor    | Belgrado  | Salto in alto | 9ª (q)    | 1,86 m      |      |
| 2017                                | Europei under 23  | Bydgoszcz | Salto in alto | 5ª        | 1,86 m      |      |
| 2019                                | Europei under 23  | Gävle     | Salto in alto | 18ª (q)   | 1,73 m      |      |
| In rappresentanza della Polonia     |                   |           |               |           |             |      |
| 2024                                | Giochi olimpici   | Parigi    | Salto in alto | 28ª (q)   | 1,83 m      |      |

## Campionati nazionali
- 1 volta campionessa polacca assoluta del salto in alto (2024)
- 1 volta campionessa bielorussa assoluta del salto in alto (2020)
- 3 volte campionessa bielorussa assoluta del salto in alto indoor (2017, 2020, 2022)
- 1 volta campionessa bielorussa juniores del salto in alto indoor (2016)

2015
- 9ª ai campionati bielorussi assoluti, salto in alto - 1,65 m

2016
- Oro ai campionati bielorussi juniores indoor, salto in alto - 1,83 m
- 5ª ai campionati bielorussi assoluti indoor, salto in alto - 1,80 m

2017
- Oro ai campionati bielorussi assoluti indoor, salto in alto - 1,89 m
- 4ª ai campionati bielorussi assoluti, salto in alto - 1,80 m

2018
- 4ª ai campionati bielorussi assoluti indoor, salto in alto - 1,80 m
- 5ª ai campionati bielorussi assoluti, salto in alto - 1,75 m

2019
- Bronzo ai campionati bielorussi assoluti indoor, salto in alto - 1,86 m
- Bronzo ai campionati bielorussi assoluti, salto in alto - 1,83 m

2020
- Oro ai campionati bielorussi assoluti indoor, salto in alto - 1,86 m
- Oro ai campionati bielorussi assoluti, salto in alto - 1,83 m

2021
- Argento ai campionati bielorussi assoluti indoor, salto in alto - 1,86 m
- Argento ai campionati bielorussi assoluti, salto in alto - 1,96 m

2022
- Oro ai campionati bielorussi assoluti indoor, salto in alto - 1,80 m

2024
- Fuori classifica ai campionati polacchi assoluti indoor, salto in alto - 1,97 m
- Oro ai campionati polacchi assoluti, salto in alto - 1,86 m

## Altre competizioni internazionali
2021
- 4ª in First League ai Campionati europei a squadre di atletica leggera ( Cluj-Napoca), salto in alto - 1,88 m (per la Bielorussia )

2025
- Argento ai Campionati europei a squadre di atletica leggera ( Madrid), salto in alto - 1,97 m